# Politikai és Biztonsági Bizottság
A Politikai és Biztonsági Bizottság, röviden PSC (angolul: Political and Security Committe, esetenként a francia nevéből: COPS – Comité politique et de sécurité) az Európai Unió Tanácsának konzultatív testülete, amely a közös kül- és biztonságpolitika, valamint a közös biztonság- és védelempolitika alakításáért felelős.
Székhelye Brüsszelben található. A testületben a tagállamoknak az állandó képviseleteikre külön erre a feladatra kiküldött nagykövetei vesznek részt, akik rendszerint heti két alkalommal üléseznek. (A tagállami állandó képviseleteken általában több nagykövet is tevékenykedik, ezek egyike az úgynevezett PSC-nagykövet.) A testület üléseit korábban az Európai Külügyi Szolgálat (EKSZ) képviselője elnökölte, 2013 júniusa óta a belga Walter Stevens a PSC állandó elnöke.
A PSC-t az 1997-ben aláírt és 1999-ben hatályba lépett Amszterdami szerződés eredményeként hozták lére, miután 1999 decemberében az érintett tagállamok megállapodtak az alapelvekben. Maga a testület 2000-ben alakult meg mint ideiglenes intézmény, de 2000 decemberében az ET nizzai ülésén döntöttek arról, hogy a PSC állandó testület lesz. A PSC felállításáról az Európai Unió Tanácsában 2001. január 22-i formális döntése határozott. A PSC ettől kezdve átvette a korábbi Politikai Bizottság (Political Committee) funkcióját is, amely a tagállamok hazai képviselőiből át és a PSC-nél ritkábban ülésezett. 
A PSC fő feladata a közös kül-, biztonság- és védelempolitika alakítása során figyelemmel kísérni a nemzetközi helyzetet. Ajánlásokat tesz továbbá az EU Tanácsának, iránymutatásokat készít a Katonai Bizottságnak (EUMC) és a Polgári Válságkezelő Bizottságnak (CIVCOM). Emellett stratégiai irányítást és politikai ellenőrzést gyakorol az EU válságkezelési műveletei felett.